# 市民的及び政治的権利に関する国際規約の選択議定書
市民的及び政治的権利に関する国際規約の選択議定書（しみんてきおよびせいじてきけんりにかんするこくさいきやくのせんたくぎていしょ、〔英〕Optional Protocol to the International Covenant on Civil and Political Rights）は、1966年12月16日、国際連合総会によって市民的及び政治的権利に関する国際規約（自由権規約）とともに採択された多国間条約であり、同規約の個人通報制度を定めるものである。
同月19日ニューヨークで署名のため開放され、1976年3月23日効力を発生した。国際人権規約を構成する条約の一つである。
1989年12月15日に採択され、1991年7月11日に発効した自由権規約の第2選択議定書（死刑廃止議定書）と区別するため、第1選択議定書と呼ばれる。

## 沿革
社会権規約・自由権規約は、1948年の世界人権宣言採択後、1954年まで国連人権委員会において起草作業が進められ、同年の第10回会期において国連総会に規約案が提出された。1966年12月16日、両規約と本議定書が採択され、本議定書は賛成66、反対2、棄権38で可決された（決議2200A〔XXI〕）。本議定書の発効には、自由権規約の発効と、10か国の批准・加入が必要とされていたが、その要件を満たし、自由権規約とともに1976年3月23日に発効した。
2020年5月現在、署名国は35か国、締約国は116か国である。

## 個人通報制度の内容
個人通報制度とは、人権条約に定める権利を侵害された個人が、実施機関に通報を行うことができる制度である。
自由権規約を採択する際、個人通報制度を設けるか否かについて議論があったが、自由権規約とは別個の選択議定書で個人通報制度を設けることとなった。選択議定書の締約国については、自国の管轄の下にある個人から規約人権委員会に対する通報が認められる。通報を行うためには、個人は国内における救済を尽くしていなければならない（本議定書2条）。規約人権委員会は、要件を満たす通報を受理したときは、関係締約国の注意を喚起し、当該締約国の説明その他の陳述を検討した後、意見を採択する。
通報に関してはこの他、法施行機関職員（法執行官）が国内法における定義に基づき人権を保護し、公務組織による他人の人権侵害に対処し、必要であれば指揮系統外の公的機関に連絡することなどを義務付ける法施行機関職員行動規範が設けられている。

## 締約国

締約国
署名・未批准国
未署名・未締約国

本議定書の締約国となるためには、(1)署名の上、批准を行うか、(2)加入の手続をとる必要があり、本議定書は署名又は加入のために開放されている。批准・加入したときは、批准書・加入書を国連事務総長に寄託する（8条）。ただし、締約国は、いつでも廃棄通告をすることができる（12条）。
2020年5月現在、署名国は35か国である（次のジャマイカを含まない。）。現署名国35か国のうち、まだ批准していないのは、カンボジア、リベリア、ナウル、の3か国である。批准済みの署名国31か国と、その他の加入国を合わせると、現締約国は114か国である（次のガイアナを含み、ジャマイカ、トリニダード・トバゴを含まない。）。
- ジャマイカは、1966年12月に署名し、1975年10月に批准していたが、1997年10月に廃棄通告した。
- トリニダード・トバゴは、1980年11月14日に加入したが、1998年5月26日に廃棄通告し、その効力が生じた同年8月26日に留保を付して再び加入した。しかし1999年11月2日、再加入の際に付した留保について、同国で死刑判決を受けた人物からの個人通報に基づき審査を行った自由権規約委員会が「留保は無効」との判断を示したことがきっかけとなり（いわゆる「ロウル・ケネディ事件」）[5]、2000年3月27日に再び廃棄を通告、同年6月27日に効力を生じた。
- ガイアナは、1993年5月10日に加入したが、1999年1月5日に廃棄通告し、その効力が生じた同年4月5日、留保を付して再加入した。

日本は、本議定書の締約国となっていない。日本弁護士連合会等各種団体の中からは、政府に批准を求める意見がある。これについて政府は
市民的及び政治的権利に関する国際規約（昭和五十四年条約第七号。以下「自由権規約」という。）の第一選択議定書等人権に関する様々な条約に設けられている個人通報制度については、条約の実施の効果的な担保を図るとの趣旨から注目すべき制度であると考えている。個人通報制度の受入れに当たっては、我が国の司法制度や立法政策との関連で問題が生ずることはないかという観点や個人通報制度を受け入れる場合の実施体制を含め検討課題があると認識している。個人通報制度の受入れの是非については、各方面から寄せられている意見も踏まえつつ、政府として真剣に検討を進めているところであるが、現時点で検討に要する具体的な期間についてお答えすることは困難である。
との公式見解を2010年に行っている。